# Prvenstvo Avstralije 1937
Prvenstvo Avstralije 1937 v tenisu.

## Moški posamično
Vivian McGrath :  John Bromwich, 6–3, 1–6, 6–0, 2–6, 6–1

## Ženske posamično
Nancye Wynne :  Emily Hood Westacott, 6–3, 5–7, 6–4

## Moške dvojice
Adrian Quist /  Don Turnbull :  John Bromwich /  Jack Harper, 6–2, 9–7, 1–6, 6–8, 6–4

## Ženske dvojice
Thelma Coyne /  Nancye Wynne :  Nell Hall Hopman /  Emily Hood Westacott, 6–2, 6–2

## Mešane dvojice
Nell Hall Hopman /  Harry Hopman :  Dorothy Stevenson /  Don Turnbull, 3–6, 6–3, 6–2